# Seznam kulturních památek v Českém Krumlově
Tento seznam nemovitých kulturních památek ve městě Český Krumlov v okrese Český Krumlov vychází z  Ústředního seznamu kulturních památek ČR, který na základě zákona č. 20/1987 Sb., o státní památkové péči, vede Národní památkový ústav jako ústřední organizace státní památkové péče. Údaje jsou průběžně upřesňovány, přesto mohou obsahovat i řadu věcných a formálních chyb a nepřesností či být neaktuální. 
Pokud byly některé části dotčeného území vyčleněny do samostatných seznamů, měly by být odkazy na tyto dílčí seznamy uvedeny v úvodu tohoto seznamu nebo v úvodu příslušné sekce seznamu.

## Český Krumlov
Vlastní město, tedy katastrální území Český Krumlov, zahrnuje místní části Vnitřní Město, Latrán, Plešivec, Horní Brána a Nádražní Předměstí. V části Nádražní Předměstí se nenachází žádná evidovaná kulturní památka ČR.
- Seznam kulturních památek v Českém Krumlově - Vnitřní Město
- Seznam kulturních památek v Českém Krumlově - Latrán
- Seznam kulturních památek v Českém Krumlově - Horní Brána
- Seznam kulturních památek v Českém Krumlově - Plešivec

## Domoradice
|  |  | Hledat fotografie a kategorie ve Wikimedia Commons podle rejstříkového čísla památky | Nahrát snímek k tomuto tématu do úložiště Wikimedia Commons |  |

|  |  | Hledat fotografie a kategorie ve Wikimedia Commons podle rejstříkového čísla památky | Nahrát snímek k tomuto tématu do úložiště Wikimedia Commons |  |

## Ostatní
V připojených vesnicích Nové Dobrkovice, Slupenec, Nové Spolí a Vyšný nejsou evidovány žádné kulturní památky ČR.